# (7261) Yokootakeo
(7261) Yokootakeo (1994 GZ) – planetoida z grupy pasa głównego asteroid okrążająca Słońce w ciągu 4,31 lat w średniej odległości 2,65 j.a. Odkryta 14 kwietnia 1994 roku.